# Albien
| Systeem                                                                                   | Serie     | Etage         | Ouderdom (Ma) |
| ----------------------------------------------------------------------------------------- | --------- | ------------- | ------------- |
| Paleogeen                                                                                 | Paleoceen | Danien        | jonger        |
| Krijt                                                                                     | Boven     | Maastrichtien | 66,0–72,1     |
| Krijt                                                                                     | Boven     | Campanien     | 72,1–83,6     |
| Krijt                                                                                     | Boven     | Santonien     | 83,6–86,3     |
| Krijt                                                                                     | Boven     | Coniacien     | 86,3–89,8     |
| Krijt                                                                                     | Boven     | Turonien      | 89,8–93,9     |
| Krijt                                                                                     | Boven     | Cenomanien    | 93,9–100,5    |
| Krijt                                                                                     | Onder     | Albien        | 100,5–113,0   |
| Krijt                                                                                     | Onder     | Aptien        | 113,0–125,0   |
| Krijt                                                                                     | Onder     | Barremien     | 125,0–129,4   |
| Krijt                                                                                     | Onder     | Hauterivien   | 129,4–132,9   |
| Krijt                                                                                     | Onder     | Valanginien   | 132,9–139,8   |
| Krijt                                                                                     | Onder     | Berriasien    | 139,8–145,0   |
| Jura                                                                                      | Malm      | Tithonien     | ouder         |
| Indeling van het Krijt volgens de ICS. Cursieve ouderdommen hebben een grote onzekerheid. |           |               |               |

Het Albien (Vlaanderen: Albiaan) is de bovenste etage in het Onder-Krijt, met een ouderdom van ongeveer 113,0 tot 100,5 Ma. Het komt na/op het Aptien en na/op het Albien komt het Cenomanien, de onderste etage in het Boven-Krijt.
Regionaal wordt het Albien soms onderverdeeld in twee sub-etages: Gaultien en Vraconien.

## Naamgeving en definitie
Het Albien werd in 1842 gedefinieerd door de Franse paleontoloog Alcide d'Orbigny (1802 - 1857), die het noemde naar de Franse rivier de Aube die door het gelijknamige departement stroomt.

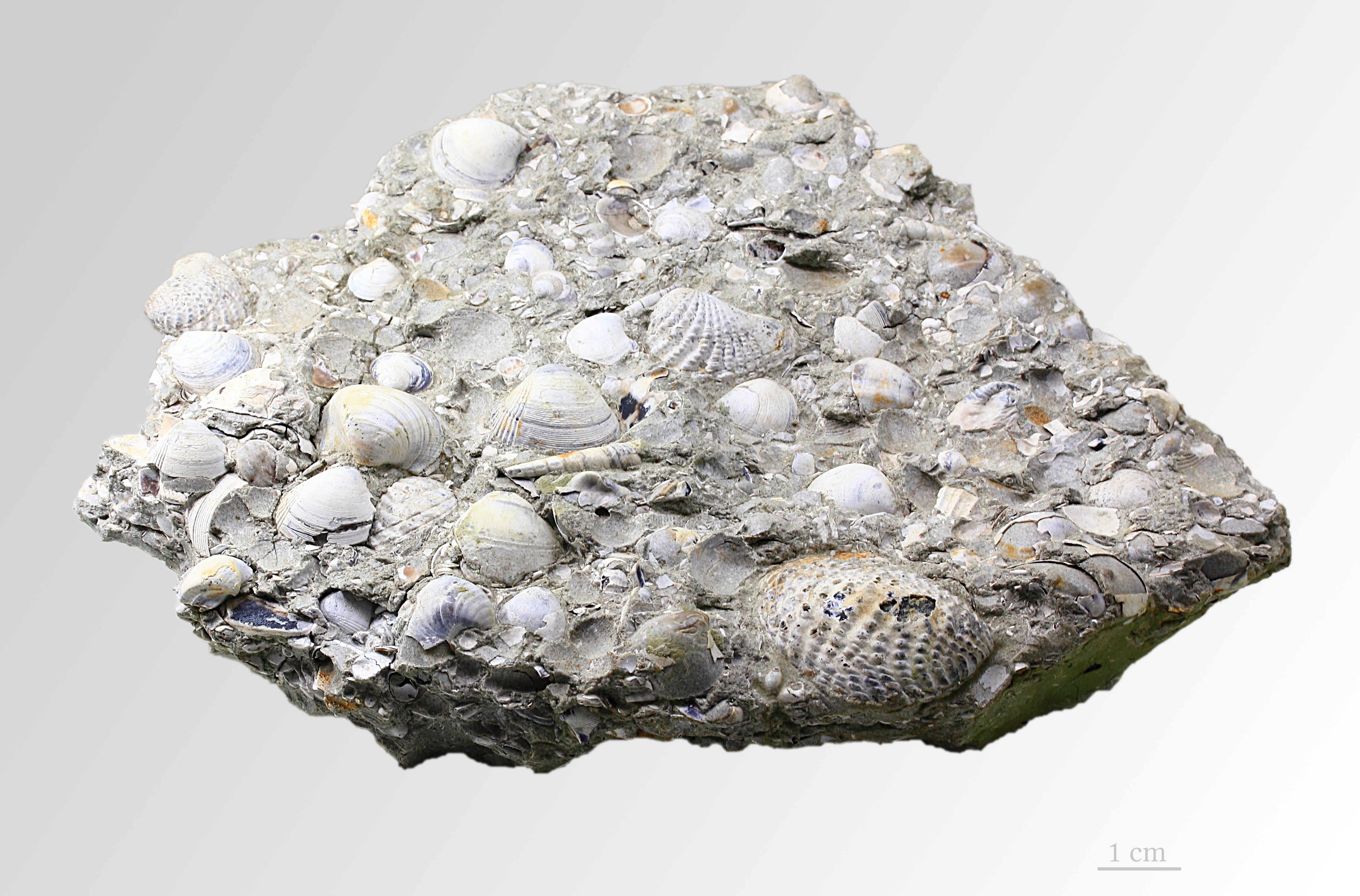
Trigoniidae Trigonia Daedalea, albiaan, Strépy-Bracquegnies

De basis van het Albien wordt gedefinieerd door het eerste voorkomen van nanofossiel Praediscophaera columnata. De top wordt gedefinieerd door het eerste voorkomen van de foraminifeer Rotalipora globotruncanoides.
Het Albien is het tijdperk waarin de voordien tamelijk zeldzame bedektzadigen voor het eerst een groot deel van de flora gingen vormen.